# الشباب (گروه شبه‌نظامی)
جنبش جوانان مجاهدین (به عربی: حركة الشباب المجاهدين) معروف به الشباب یک گروه سیاسی دولت خواهی سومالیایی است که از سال ۲۰۱۲ بخشی از شبکه القاعده شده‌است. این گروه در گذشته بخش‌هایی از مرکز و جنوب سومالی را در کنترل خود داشت اما در سال ۲۰۱۵ شهرهای بزرگ را از دست داده و تنها چند منطقه روستایی را در تصرف خود دارد. تعداد سربازان الشباب در سال ۲۰۱۴ بین ۷ تا ۹ هزار نفر برآورد شده‌است.
این گروه در فهرست سازمان‌های تروریستی ایالات متحده، بریتانیا، کانادا، استرالیا و امارات قرار دارد. الشباب هدف خود را «جهاد علیه دشمنان اسلام» می‌داند و بارها به نیروهای دولتی و اتحادیه آفریقا در موگادیشو حمله کرده‌است. و عملیات‌های خونباری را هم در سایر نقاط آفریقا انجام داده‌است.
این گروه در جریان جام جهانی ۲۰۱۴ برزیل، ده‌ها تماشاگر این بازی‌ها را قتل‌عام کردند. در سال ۲۰۱۳ با حمله به یک مرکز خرید در نایروبی، پایتخت کنیا ۶۷ نفر را کشتند و در دوم آوریل ۲۰۱۵ با حمله به خوابگاه دانشجویان دانشگاه «گاریسا» در کنیا ۱۴۸ دانشجوی مسیحی را کشتند. هر دو حمله توسط مردان نقابدار مسلح انجام شد که افراد را به رگبار گلوله می‌بستند.